# Christian Pollas
Christian Pollas (n. 1947) este un astronom francez, care lucrează la Obsevatorul de pe Coasta de Azur, în sudul Franței.
A descoperit sau a codescoperit (împreună cu Eric Elst) zeci de asteroizi, între care asteroidul Aten 65679 1989 UQ, asteroidul Apollo 4179 Toutatis și asteroidul Amor 9950 ESA. A descoperit și numeroase supernove.